# Бейби Поци
Бейби Поци (Baby Pozzi), псевдоним на Мария Тамико Поци (на италиански: Maria Tamiko Pozzi), е бивша италианска порно актриса.
По-малката сестра на порно актрисата Моана Поци, тя споделя професионалния й път в порно индустрията в продължение на три години, от 1988 до 1991 г.

## Биография
Родена в град Генуа, регион Лигурия, през юни 1963 г. като втора дъщеря на Алфредо Поци, генуезки ядрен изследовател, и на Розана Алойзио, домакиня. Второто й име Тамико означава „лотосов цвят“ на японски .
На единадесет години, поради работата на баща си, се мести със семейството си първо в Бразилия, след това в Канада и накрая в Лион, Франция. Учи една година като химичен анализатор и две години като счетоводителка. Силно повлияна от сестра си Моана, като нея тя поема по пътя нашоу бизнеса, като я последва в Рим, където първо работи като секретарка в агенцията „Дива Футура“ на Рикардо Скики, а след това дебютира в света на порнографията през 1988 г.
Тя също така от време на време работи със сестра си в някои филми и фотосесии (включително корица на Playmen в изданието от ноември 1989 г.), но никога не постига нейната популярност, винаги оставайки в нейната сянка.
С по-сдържан характер от известната си сестра, през 1992 г., преди смъртта на Моана (която настъпва през 1994 г.), тя вече се е оттеглила от света на хардкора, за да отиде да живее във Франция, където днес работи като медицинска сестра в родилното отделение на болница. Отричайки слуховете, че излизането й от порно индустрията е свързано с болестта и смъртта на сестра й, тя прави спорадични изяви в меки предавания, включително MiSex от 1997 г.
През 1993 г. тя ражда син на име Кевин от мъж-насилник, който има проблеми със закона.

## Филмография

### Традиционна
- Abat-jour - L'ultima calda luce prima del piacere, реж. Лоренцо Онорати (1988)
- Diva Futura - L'avventura dell'amore, реж. Илона Сталер и Ардуино Сако (1989)
- Lampada blue, реж. Лоренцо Онорати (1989)

### Порнографска
- Baby la figlia libidinosa, реж. Марио Бианки (1989)
- Il vizio di Baby e l'ingordigia di Ramba, реж. Рикардо Скики (1989)
- Le Regine dell'amore proibito, реж. Илона Сталер (1989)
- L'uccello della felicità, реж. Рикардо Скики (1989)
- Baby nata per godere, rреж. Марио Бианки (1990)
- Giochi bestiali in famiglia, реж. Марио Бианки (1990)
- Top Model 2, реж. Паскуале Панети (1990)
- Desideri bestiali e voluttuosi, реж. Марио Бианки (1991)
- Le perversioni degli angeli, реж. Рикардко Скики (1991)
- Analità profonda - Orgasmi del secondo canale, реж. Марио Бианки (1992)
- La lunga gola di Baby, реж. Марио Бианки (1992)
- Ore 9 scuola a tutto sesso - Goduria sfrenata, реж. Марио Бианки (1992)
- Superstalloni per Baby, реж. Марио Бианки (1992)
- Euroflesh 5 - Sex Crazy (1997)
- Rocco's Cocktales 10 - Vice Baby, реж. тоно Янкер (2000)